# 나고야 은행
나고야 은행(名古屋銀行 나고야긴코[*])은 일본의 제2지방은행이다. 아이치현을 주된 영업 지역으로 하고 있다.